# Lepadella biloba
Lepadella biloba är en hjuldjursart som beskrevs av Hauer 1958. Lepadella biloba ingår i släktet Lepadella och familjen Lepadellidae. Inga underarter finns listade i Catalogue of Life.